# Gosplan
Gosplan, förkortning för ryskans: Gosudarstvennij planovij komitet soveta ministrov (Sovjetiska ministerrådets statliga plankommitté). Gosplan var Sovjetunionens regerings och därmed kommunistpartiets centrala ekonomiska planorgan åren 1921 - 1991. Organet ansvarade bland annat för femårsplanerna.